# Kloster Trois-Fontaines
Das Kloster Trois-Fontaines (Tres Fontes) ist eine ehemalige Zisterzienserabtei in der Gemeinde Trois-Fontaines-l’Abbaye im Département Marne, Region Grand Est, in Frankreich. Die Klosterruine liegt rund 10 km nördlich von Saint-Dizier im Grenzgebiet der Landschaften Perthois und Barrois.

## Geschichte
Das gotische Kloster wurde im Jahr 1118 von Bernhard von Clairvaux auf einem von Hugues von Vitry zur Verfügung gestellten Gelände mitten im Wald als erstes Tochterkloster der Primarabtei Clairvaux gegründet. Die aus Clairvaux entsandten Mönche legten das von den Wassern der Bruxenelle versumpfte Gelände trocken. Die Zahl der Mönche betrug bis 130. Der Chronist Alberich von Trois-Fontaines war um 1250 Mönch in dem Kloster. Kloster Trois-Fontaines gründete zahlreiche Tochterklöster, so Kloster La Chalade im Argonner Wald in Lothringen, Kloster Orval in den luxemburgischen Ardennen, Kloster Haute-Fontaine bei Saint-Dizier, Kloster Cheminon, Kloster Châtillon und Kloster Monthiers-en-Argonne sowie im damaligen Ungarn Kloster Szentgotthárd und Kloster Belin Studenac (Bélakut, Belafons), letzteres in der heutigen Vojvodina in Serbien. Es besaß die Grangien Villers-en-Lieu bei Saint-Dizier, Vitry-en-Perthois, Wassy, Vic-sur-Seille bei Château-Salins (mit einer Saline), Saint-Dizier und Gueux bei Reims, weiter zwei Grangien in der Nähe des Klosters und außerdem eine Schmiede in Wassy. Die abgelegene Lage im Wald bewahrte das Kloster vor Zerstörungen. Im Jahr 1536 fiel es aber in Kommende. Zwischen 1716 und 1741 ließ es der Kommendatarabt, der Kardinal Pierre Guérin de Tencin, umbauen, nachdem 1703 ein Brand Teile der Gebäude, darunter das Konversenhaus, zerstört hatte. 1790 wurde die Anlage verkauft und die Nebengebäude wurden zur Gewinnung von Baumaterial abgebrochen.

## Bauten und Anlage

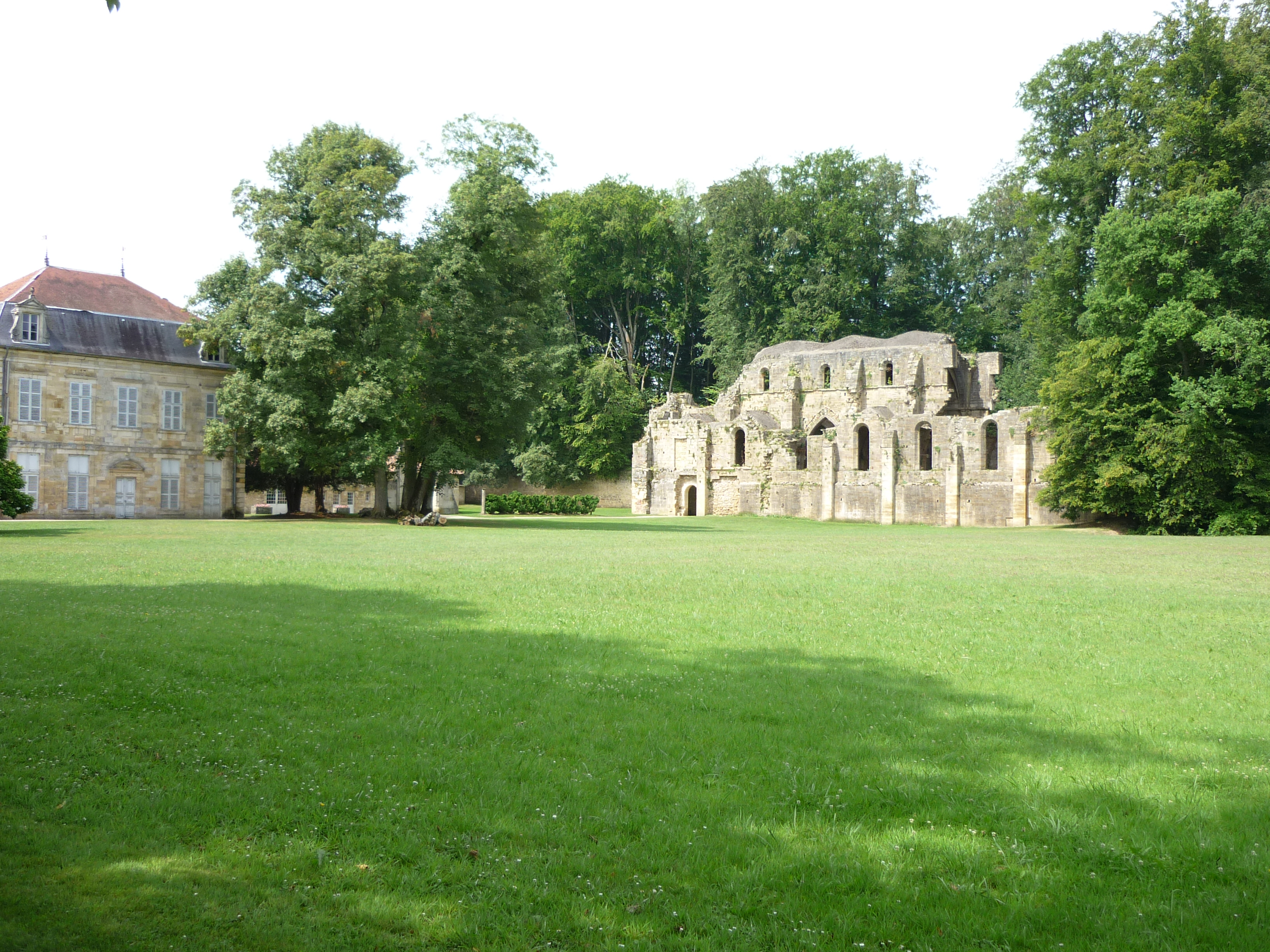
Kirchenruine und Louis-XV-Gebäude

Vom Umbau im 18. Jahrhundert stammt das monumentale Portal mit konkaver Fassade, das vier Monumentalpilaster mit korinthischen Kapitellen aufweist und eine balustradenbegrenzte Terrasse trägt. Nach einem Ehrenhof folgt ein weiteres wappengeschmücktes Tor, darauf ein Gebäude im Stil Louis XV. Von der zwischen 1160 und 1190 errichteten, ursprünglich rund 70 m langen und im Querschiff 40 m breiten Kirche in Form eines lateinischen Kreuzes sind imposante Ruinen erhalten. Das Portal wird von drei großen rundbogigen Fenstern überragt. Erhalten ist der untere Abschluss der großen Fensterrose, die fast die gesamte Fassadenbreite ausfüllte. Die drei ersten Joche des Mittelschiffs sind deutlich breiter als die übrigen. Das Gewölbe des ersten Jochs ist abgegangen, die Kreuzrippengewölbe der drei folgenden Joche sind dagegen erhalten und ruhen auf kräftigen Konsolen in der Höhe des Gewölbeansatzes. Die Gewölbe der drei folgenden Joche sind im 19. Jahrhundert eingestürzt. Die Seitenschiffe weisen querliegende Spitztonnen auf und sind durch große Spitzbögen vom Hauptschiff getrennt. Zwischen 1785 und 1789 wurden der einsturzgefährdete Rechteckchor und das Querhaus mit je drei rechteckigen Kapellen auf beiden Seiten durch einen Halbkreisabschluss in der Höhe des Querhauses ersetzt. Das Ensemble ist seit 1944 als Monument historique klassifiziert.